# Dieter Palm
Dieter Palm (* 21. November 1924 in Schorndorf; † 29. März 2005) war ein deutscher Pharmakologe.
Nach einem Studium der Medizin an der Universität Tübingen, wo er seit dem Wintersemester 1945/46 der Burschenschaft Germania Tübingen angehörte, und der Universität München wurde Dieter Palm 1951 promoviert. Es folgte ein Zusatzstudium in Chemie mit einer zweiten Promotion 1958 an der Universität Innsbruck sowie 1964 die Habilitation in Pharmakologie und Toxikologie an der Universität Frankfurt bei Peter Holtz.
Danach war Dieter Palm bis zu seiner Emeritierung 1992 ordentlicher Professor für Pharmakologie und Toxikologie und Direktor
des Instituts für Pharmakologie in Frankfurt. Während seiner langjährigen Tätigkeit blieben die biogenen Amine bis hin zu den molekularen Mechanismen sein Arbeitsgebiet, die Ergebnisse hat er in mehr als 160 Originalarbeiten veröffentlicht.